# Eosentomon angolae
Eosentomon angolae är en urinsektsart som beskrevs av Sören Ludvig Paul Tuxen 1977. Eosentomon angolae ingår i släktet Eosentomon och familjen trakétrevfotingar. Inga underarter finns listade i Catalogue of Life.